# Dendrobium nobile
Dendrobium nobile (укр. Благородна орхідея) — рослина родини орхідних (Orchidaceae), що походить з Південної Азії.

## Опис
Рослина має тверду білу кореневу систему, стебло прямостояче, утворює псевдобульби. Листя ланцетової форми розташовані по черзі. Квіткові бруньки формуються в пазухах листків. В одному місці може бути сконцентровано декількох воскових квітів, видають приємний аромат. Тривалість життя одного пагона становить 3-4 роки. По закінченню цього часу гілки просто відмирають.

## Поширення
- Помірна Азія
  - Китай: Хубей, Ґуйчжоу, Сичуань, Юньнань, Гуансі-Чжуанський автономний район, Тибетський автономний район, Хайнань, Гонконг
  - Східна Азія: Тайвань
- Тропічна Азія
  - Індійський субконтинент: Бутан, Індія (північний схід), Непал
  - Індокитай: Лаос, М'янма, Таїланд (північ), В'єтнам[2]

## Використання
Це одна з головних трав в китайській медицині, де вона має назву 石斛 — shí hú або 石斛兰 — shí hú lán. Також ця орхідея є однією з найпоширеніших декоративних представників родини, існують багато її різновидів з квітками різних кольорів.